# The Worst Witch
The Worst Witch es una novela infantil escrita e ilustrada por Jill Murphy. La protagonista es Mildred Hubble (Embrollo) una joven bruja quien es la peor alumna de la academia para Brujas de Ms. Cackle. Mildred es muy simpática y entusiasta y trata de hacer las cosas bien, pero tiende a dejarse llevar y hacer cosas sin pensar, lo que le ocasiona diversos embrollos. La directora Ada Cackle, generalmente la entiende y apoya, mientras que la profesora de pociones de Mildred, la profesora Hardbroom lo que quiere es expulsarla por considerarla la peor bruja.
Otros personajes en los libros incluyen a las amigas de Mildred, Maud Spellbody y Enid Nightshade. Maud es una muchacha más sensible que Mildred, pero por lo general pone al corriente de los problemas de su amiga; Enid (introducida en el segundo libro) es una bromista práctica que con mayor probabilidad consigue problemas que Mildred. Las tres amigas tienen una rivalidad fuerte con su compañera de clase, Ethel Hallow. 
Los tiempos en los libros corresponden a las experiencias que vive Mildred en su estadía por la Academia de Brujas de Miss Cackle, que consiste en 5 años, cada libro corresponde a un término, encontrando que cada par corresponde a un año escolar. Las aventuras de Mildred han sido registradas hasta el final de su cuarto año.

## Personajes

### Mildred Hubble
Mildred hubble es la protagonista de esta historia. Aunque ha logrado vencer varias veces a Agatha Cackle no es la más poderosa de su año se demostró que Ethel Hallow la supera en magia gracias a todas sus habilidades, Maud Spellbody la derrota fácilmente gracias a sus conocimientos, por último Enid Nightshade también es superior en la magia debido a qué uso algunos hechizos muy complicados para su edad . Su personaje es descrito como una chica alta, castaña y casi siempre se peina de trenzas. Se menciona en los libros que es la más alta seguida de Enid, lo que las deja con un uniforme con cortes incómodos. Suele considerar que tiene mala suerte por las diversas situaciones en las que se suele ver envuelta, aunque de alguna u otra manera termina resolviendo cualquier conflicto, como le hace notar Maud. Mildred confiesa que para cuando hacen su viaje al castillo del Sr. Rowan Webb, que no sabía nadar, a lo cual en el receso del entre el primer y segundo término del 4 año, toma clases de natación.
En los libros se le reconoce una personalidad agradable y considerada sobre todo con los animales, lo cual la ha llevado a tomar decisiones arriesgadas para protegerlos: como al momento de salvar a su tortuga Einstein, de adoptar a Star sin el consentimiento de la directora Cackle o en su misión por salvar a Selkie, Merlin y Star de un circo ambulante.  Aunque ella notaba admirar a Esmeralda hallow la exjefa estudiantil la bruja más brillante y poderosa jamás vista Mildred hubble no se llevaba con Ethel hallow esta misma afinidad la ha llevado a no solo contar con su gato Tabby, sino con su perro Star, su tortuga Einstein y los 9 murciélagos que habitan en su recámara. Cabe mencionar que Mildred es la única alumna en Cackles que posee un gato atigrado, Tabby y más de un familiar (mascota). Su personalidad aventurera y recta la ha llevado a salvar la escuela y a sus estudiantes en más de una ocasión, así como ha ayudado a Mr. Rowan Webb a liberarse de un hechizo que lo tenía como rana por muchos años. Sin embargo, suele ser impulsiva, lo que también le ha traído problemas entre ellos: mojar a la maestra Hardbroom, ejecutar un hechizo que hace que su cabello crezca sin control, esconder a Tabby en su viaje al castillo del Sr. Rowan Webb o quemar los trajes de las bailarinas del concurso de magia.  
Académicamente, Mildred no suele destacar, incluso se ha encontrado con las peores calificaciones del año, dato que no pierde la oportunidad Ethel de señalar. Sin embargo, cuando comienza a tener confianza en sí misma, se ha destacado como cuando realizó un hechizo que les permitía hablar a los animales por dos semanas, hechizo que según la directora Cackle ha sido el más extraordinario que ha visto en todos sus años de directora.  
Para el final del 4° año, Mildred tiene como mérito: 
1. Salvar la academia de la hermana gemela de Miss Cackles, Agatha Cackle[5][6].
2. El mejor hechizo en Cackle's, capaz de otorgar el habla a animales por dos semanas[3].
3. Liberar de su hechizo al Sr. Rowan Webb, que llevaba años convertido en rana y en un estanque de Cackles[7].
4. Encontrar el tesoro escondido en Cat's Head Rock que emplearon para reparar daños del techo en la academia y para reparar el castillo del Sr. Webb[1]
5. Ganar la competencia de magia obteniendo de ello el dinero suficiente para la construcción de una piscina en la academia[4]
6. El ser declarada Head girl de 5° año, un puesto que había sido ocupado solo por Hallows por 200 años[2].

### Ethel Hallow
Ethel es una chica aplicada, estructurada y orgullosa, muy al pendiente de traer orgullo al apellido Hallow, que cuenta con el renombre de las mejores brujas. Es descrita como molesta por su presunción y el querer ganarse la admiración de las maestras, en ocasiones llevándola a exponer los errores de sus compañeras, entre ellas Mildred Hubble. Físicamente, es representada como más baja que Mildred, con el cabello lacio y siempre en una coleta alta con un listón negro adornándola. Su personalidad hace que no tenga muchas amigas, de las que se conocen esta Drusilla y su hermana menor Sybil Hallow. Por su competitividad termina siendo la mayor enemiga de Mildred en la Academia Cackle, cuando nadie mira, busca dificultarle la existencia a Mildred, a quien odia por el simple hecho de siempre salirse con la suya. Esta enemistad ha hecho que realice actos como plagio, tratar de deshacerse de Star, hechizar a Mildred en forma de animal, etc. En la ceremonia de premiación, al final del 4° año, consigue una variedad de reconocimientos por logros académicos. Conforme va revelando sus prácticas, poco a poco va convirtiéndose en una alumna poco deseada en la academia y se ve reflejado cuando pierde la oportunidad de ser Head girl de 5° año, por todas las cosas que ha hecho y que no van con los valores de la academia. Su gato se llama Nightstar, del constantemente hacen mención que tiene un porte elegante sobre la escoba y en general, digno de una Hallow. 

### Maud Spellbody
Es la primera amiga de Mildred en el colegio, es muy sensible y una estudiante promedio. Es descrita en los libros como más baja que Mildred, algo rellenita y con un peinado habitual de dos coletas, que usa ya sea con el cabello lacio o rizado, acompañado de lazos. Apoya mucho a Mildred, aunque siempre acaba enredada de algún modo en sus problemas, su experiencia con las aventuras del Mildred la hacen detectar fácilmente cuando esta planea hacer algo fuera de las reglas. En más de una ocasión, si no puede acompañar a Mildred en su aventura, toma un papel de cómplice al cubrirla en la academia cuando las maestras notan la ausencia de esta. Al final del 4° año gana el premio Team Spirit, un cáliz casi de su tamaño. El gato de Maud es Midnight.

### Enid Nightshade
Llega en el segundo libro o lo que es lo mismo en el segundo término del primer año. Su llegada causó cierta tensión entre Mildred y Maud, ya que, esta última pensó que sería remplazada por Enid, al final las tres se vuelven muy amigas. Es aventurera y bromista, siempre quiere hacer las cosas a su manera y detesta que le den órdenes. Si algo no le gusta, no duda en actuar. A veces provoca más embrollos que la misma Mildred, suele proponer ideas más peligrosas y que rompen las reglas o ser la primera en apoyar a Mildred a realizarlas.  Al final del 4° año Mildred la selecciona como su segunda para el puesto de Head girl, a lo cual ella le agradece mucho porque creyó que lo único que podría ganar sería al cuarto más limpio, pero su habitación siempre era un desastre. Su gato es Stormy, que al igual que ella es aventurero y realiza trucos riesgosos en la escoba con Enid, leal a su dueña, aunque en alguna ocasión Enid le convirtió en un mono.

## Libros y años escolares
Cada libro corresponde a un periodo del año escolar, por el momento solo se escribieron hasta el 4° año de Mildred en la Academia, ya que, la autora falleció en el 2020 debido al cáncer que padecía, dejando inconclusa su obra.
| Título                               | Año de publicación | Año escolar | Período             |
| ------------------------------------ | ------------------ | ----------- | ------------------- |
| The Worst Witch                      | 1974               | 1           | Periodo de invierno |
| The Worst Witch Strikes Again        | 1980               | 1           | Periodo de verano   |
| A Bad Spell for The Worst Witch      | 1982               | 2           | Periodo de invierno |
| The Worst Witch All at Sea           | 1993               | 2           | Periodo de verano   |
| The Worst Witch Saves the Day        | 2005               | 3           | Periodo de invierno |
| The Worst Witch to the Rescue        | 2007               | 3           | Periodo de verano   |
| The Worst Witch and the Wishing Star | 2013               | 4           | Periodo de invierno |
| First Prize for the Worst Witch      | 2018               | 4           | Periodo de verano   |

## Cine y televisión
El primer libro en la serie fue llevado a la pantalla en 1986 con Fairuza Balk, Tim Curry y Diana Rigg. La película siguió el curso del primer libro de la serie, los incidentes de Mildred invisible y cuando convierte en cerdo a Ethel Hallow; Agatha, la malvada hermana gemela de la maestra Cackle que conspira para apoderarse de la escuela y el Gran Mago Hellibore, que ve en Halloween una obra de teatro protagonizada por Mildred saboteada por la escoba defectuosa que Ethel le prestó.
La serie de televisión The Worst Witch, fue protagonizada por Georgina Sherrington y Felicity Jones y transmitida de 1998 a 2001. También participó en la serie la actriz británica Una Stubbs como la excéntrica profesora de Canto, la señorita Bat. Después se incorporó Katy Allen a la serie. Nuevos personajes también fueron añadidos, como Frank Blossom (vigilante de la escuela), señora Tapioca (cocinera de la escuela) y dos estudiantes de minorías étnicas, Ruby Cherrytree y Jadu Wali.
La primera temporada fue sobre los libros 1 y 2 y la segunda temporada los libros 3 y 4. Ambas temporadas contaron también con historias originales. La tercera temporada contuvo material original.
Después, al terminar Mildred sus estudios en Cackle, la serie la trasladó a una universidad mágica en Cambridge y fue titulada Facultad Abracadabra. Se vio de vuelta a Felicity Jones como Ethel Hallow.
En 2004, una nueva serie basada en la primera de 1998 fue realizada, titulada The New Worst Witch. Se centró en las aventuras de la prima igualmente bruja de Mildred, Henrietta "Hettie" Embrollo, interpretada por Alice Connor, estudiando otra vez en la academia Cackle. Hettie tiene nuevos amigos, Cresentmoon "Cressie" Winterchild (Paislie Reid) y la hermana menor de Ethel Hallow, Mona. (Anabel Barnston).
En 2017 se estrenó una nueva versión, The Worst Witch producida por Netflix.